# Luis Olariaga
Luis Olariaga Pujana (Vitoria, 21 de marzo de 1885-Madrid, 3 de agosto de 1976) fue un economista español.

## Biografía
Entre 1908 y 1911 marchó a la sucursal de Crédit Lyonnais en Londres, donde contactó con Ramiro de Maeztu y José Ortega y Gasset. Por sus consejos, llegó a licenciarse en derecho en la Universidad de Oviedo en 1914. Gracias a una beca de la Junta para la Ampliación de Estudios viajó a Berlín en 1912, donde estudió dos años con Max Sering, Adolph Wagner y Franz Oppenheimer. Al empezar la Primera Guerra Mundial volvió a España y se incorporó al Seminario de Economía Política de Antonio Flores de Lemus. En 1916 se doctoró en la Universidad Central de Madrid con la tesis Entorno del problema social agrario.
En 1917 fue nombrado catedrático de política social y legislación comparada de la Universidad Central de Madrid. Publicó artículos en El Sol divulgando las teorías de John Maynard Keynes, -al que después criticó- y Friedrich Hayek.
Durante la dictadura de Primo de Rivera fue nombrado miembro de la Asamblea Nacional Consultiva  En 1928 fue nombrado Secretario del Comité Interventor de los Cambios y en 1929 miembro de la Comisión de Ordenación Ferroviaria del Ministerio de Obras Públicas bajo el ministerio de José Calvo Sotelo.
Durante los primeros años del franquismo José Larraz López le nombró director del Consejo Superior Bancario. En 1944 ingresó en la Real Academia de Ciencias Morales y Políticas y en 1950 en la Real Academia de Ciencias Económicas y Financieras. Optó por el liberalismo económico anti-intervencionista, criticó el papel del Banco de España y se enfrentó al nacionalismo económico de Francesc Cambó i Batlle, aunque posteriormente se mostró a favor del Plan de desarrollo de 1959. 

## Obras
- La política monetaria en España (1932)
- ¿Liberalismo o socialismo es el dilema?
- La ordenación bancaria en España
- Teoría de los dineros, en dos tomos Los dineros (1946) y Organización monetaria y bancaria (1954)
- El patrón oro, la peseta y la economía española
- La sociedad a la deriva (1971)